# Bernt Notke
Bernt Notke (né vers 1435 à Lassan - mort en 1509 ou 1517 à Lübeck) est un peintre et sculpteur allemand de la fin du Moyen Âge. Sa renommée s'étendait en Europe du Nord médiévale.

## Biographie
Actif tout autour de la Baltique (Aarhus, Lübeck, Reval), Bernt Notke est surtout un sculpteur sur bois, mais également un sculpteur sur pierre et un peintre.

## Œuvres
- Saint Georges et le Dragon, 1489, bois, cathédrale de Stockholm, considéré comme son chef-d'œuvre.

Parmi les créations les plus connues de Bernt Notke, on peut citer le crucifix de 17 mètres qui peut être admiré dans la Cathédrale de Lübeck.
Deux Danses macabres, à Tallinn et Lübeck.